# RUD 200 (Gabi)
A RUD 200 katalógusszámú előemberlelet egy Rudapithecus hungaricus fajnevű főemlős arc- és agykoponyája. Rudabánya világhírű lelőhelyén került elő, 34 évvel az első, RUD 1 után. Az 1971-től folyamatosan ásatott területen 27 millió évet felölelő üledékekből ez a 200. előemberlelet, amely már önmagában jelentős eredmény. A leletet Hernyák Gáborról – aki nemcsak a Rudi névre keresztelt RUD 1 megtalálója, hanem a RUD 200-at is ő találta – nevezték el Gábornak, de miután további, 2000-ben talált darabok alapján kiderült, hogy nőstény egyed maradványáról van szó, „Gabi” lett belőle. Az egyed további maradványait (alsó állkapcsát, medence- és combcsontját) 2006-ban ásták ki. A feltárásokat 1978 óta Kordos László vezeti, Hernyák Gábor, a bánya korábbi főgeológusa azóta már csak alkalmanként tartózkodott a helyszínen.